# Paolo Carta
Paolo Carta (Roma, 18 d'abril de 1964) és un músic, cantant, guitarrista i productor discogràfic italià.
Ha col·laborat amb diversos grans de la cançó italiana, inclosos Adriano Celentano, Eros Ramazzotti, Alexia, Fabio Concato, Riccardo Cocciante, Max Pezzali, Gianni Morandi. També ha col·laborat amb artistes estrangers com Whitney Houston, Manhattan Transfer, Lionel Richie i Gloria Gaynor.
Des de 2005 és el guitarrista i company sentimental de la cantant Laura Pausini amb qui té una filla des de 2013 anomenada Paola.

## Discografia

### Àlbum d'estudi
- 1989 - Domande (Teen Five Rècords)
- 1997 - Paolo Carta (5099748721822, Sony Music Entertainment)

### Sigles
- 1997 - Senar si può dire mai... mai/Senar siamo normali (EPC6642271, Sony Music Entertainment)
- 1997 - Un pensiero che senar si può ballare/Un pensiero che senar si può ballare (Instrumental) (Sony Music Entertainment)

### Produccions
- 1994 - Dhamm de Dhamm
- 1996 - Tra cel e terra de Dhamm
- 1997 - Disorient express de Dhamm
- 1997 - Paolo Carta (Sony Music Entertainment)
- 2009 - La forza mia de Marco Carta
- 2010 - Il cuore muove de Marco Carta

### Col·laboracions
Amb diversos artistes
- 1987 - La pubblica ottusità di Adriano Celentano
- 1987 - Veneri di Mario Castelnuovo
- 1988 - Sul niu del cuculo di Mario Castelnuovo
- 1988 - Per paura o per amore di Mariella Nava
- 1988 - Senar tutti gli uomini di Lucca Barbarossa
- 1989 - Il giorno e la notte di Mariella Nava
- 1989 - Punti di vista di Loretta Goggi
- 1989 - Leali di Fausto Leali
- 1989 - Al di là del mur di Lucca Barbarossa
- 1989 - Il Banc presenta Francesco Di Giacomo del Banc del Mutu Soccorso
- 1989 - Totò di Franco Simone
- 1991 - Il re degli ignoranti di Adriano Celentano
- 1992 - Lacrime di Mia Martini
- 1992 - Mendicant e altre storie di Mariella Nava
- 1992 - L'incantautore di Mimmo Cavallo
- 1993 - Lochness di Mina
- 1993 - Ciao paese di Marco Carena
- 1993 - Viu di Lucca Barbarossa
- 1993 - Eventi e mutamenti di Riccardo Cocciante
- 1994 - Un uomo felice di Riccardo Cocciante
- 1994 - Dhamm dei Dhamm
- 1994 - Scomporre e ricomporre di Fabio Concato
- 1994 - Li cus dona salvés di Lucca Barbarossa
- 1994 - Canarino mannaro di Mina
- 1998 - 30 Volte Morandi di Gianni Morandi
- 1999 - Fabio Concato di Fabio Concato
- 2000 - Stile Allibero DVD di Eros Ramazzotti
- 2004 - Gli occhi grandi della Lluna di Alexia
- 2009 - La forza mia di Marco Carta
- 2010 - Il cuore muove di Marco Carta

Amb Laura Pausini
- 2006 - Io cant / Jo canto
- 2008 - Primavera in anticipo / Primavera anticipada
- 2011 - Inèdit
- 2013 - 20 - Grans èxits
- 2015 - Simili / Similars
- 2018 - Fatti sentire / Fes-te sentir

### Autor
Musica
- 2008 - Invece no/En canvi no - Primavera in bestreta
- 2008 - La geografia del mio cammino - Primavera in bestreta
- 2008 - Ogni acoloreixi al cel - Primavera in bestreta
- 2008 - Un giorno dove vivere - iTunes Prima Track Primavera in bestreta
- 2009 - Resta amb em - La forza mia
- 2010 - Il cuore muove - Il cuore muove
- 2010 - Come Pioggia D'estate - Il cuore muove
- 2011 - Benvenuto / Benvingut - Inedito
- 2011 - Senar ho mai smesso - Inedito
- 2011 - Nel prevalc sguardo - Inedito
- 2011 - Nessuno sa - Inedito
- 2013 - Se senar et - 20 - The Greatest Hits
- 2015 - Chiedilo al cel - Simili
- 2015 - Il nostro amore quotidiano - Simili
- 2015 - Io c'ero (+ amore x favore) - Simili
- 2015 - Per la musica - Simili
- 2018 - E.STA.A.ET - Fatti sentire
- 2018 - No River is Wilder - Fatti sentire
- 2018 - Fantastico - Fatti sentire
- 2018 - L'ultima cosa che tu devo - Fatti sentire

Musica e testo
- 2009 - La forza mia - La forza mia
- 2009 - Un giorno perfetto - La forza mia
- 2009 - Grazie a et - La forza mia